# Francisco de Zavala y Villela
Francisco Javier de Zavala Villela y de la Maza (* Lima, 29 de marzo de 1670 - † Lima, 1733), noble criollo de origen guipuzcoano, que ocupó altos cargos políticos y militares en el Virreinato del Perú. V Señor de la Casa de Zavala.

## Biografía
Sus padres fueron los limeños Martín de Zavala y de la Maza, y Teresa María de Villela y Esquivel, hija del oidor Andrés de Villela. Iniciado en la vida militar, alcanzó el rango de General de los Reales Ejércitos. Ante la muerte de su padre, heredó a temprana edad los señoríos de la Casa de Zavala y de la Casa de la Maza, así como también el cargo de Contador mayor del Tribunal de la Santa Cruzada (1689). 
En atención a sus méritos familiares y propios, fue elegido alcalde ordinario de Lima (1695) y posteriormente corregidor de Chumbivilcas. Asimismo, el rey Felipe V le concedió el hábito de caballero de la Orden de Calatrava (1717). Además fue propuesto y elegido, a pesar de la distancia, alcalde y juez ordinario de Éibar (1722). Establecido en Lima, otorgó poder para testar a fines de 1733.

## Matrimonio y descendencia
Contrajo matrimonio en el Cuzco, el 15 de febrero de 1688, con María Rosa de Esquivel y Navia, hija del primer Marqués de San Lorenzo del Valleumbroso, de cuya unión tuvieron los siguientes hijos:
1. José Vicente de Zavala y Esquivel, VI Señor de la Casa de Zavala, casado con Ángela Vázquez de Velasco y Tello de la Cueva, con sucesión.
2. Diego de Zavala y Esquivel.
3. Francisco de Zavala y Esquivel, sin sucesión.

| Predecesor: Antonio de Aguirre | Alcalde ordinario de Lima Segundo voto 1695 | Sucesor: Esteban de Urrutia Oyanguren |